# 農産物直売所

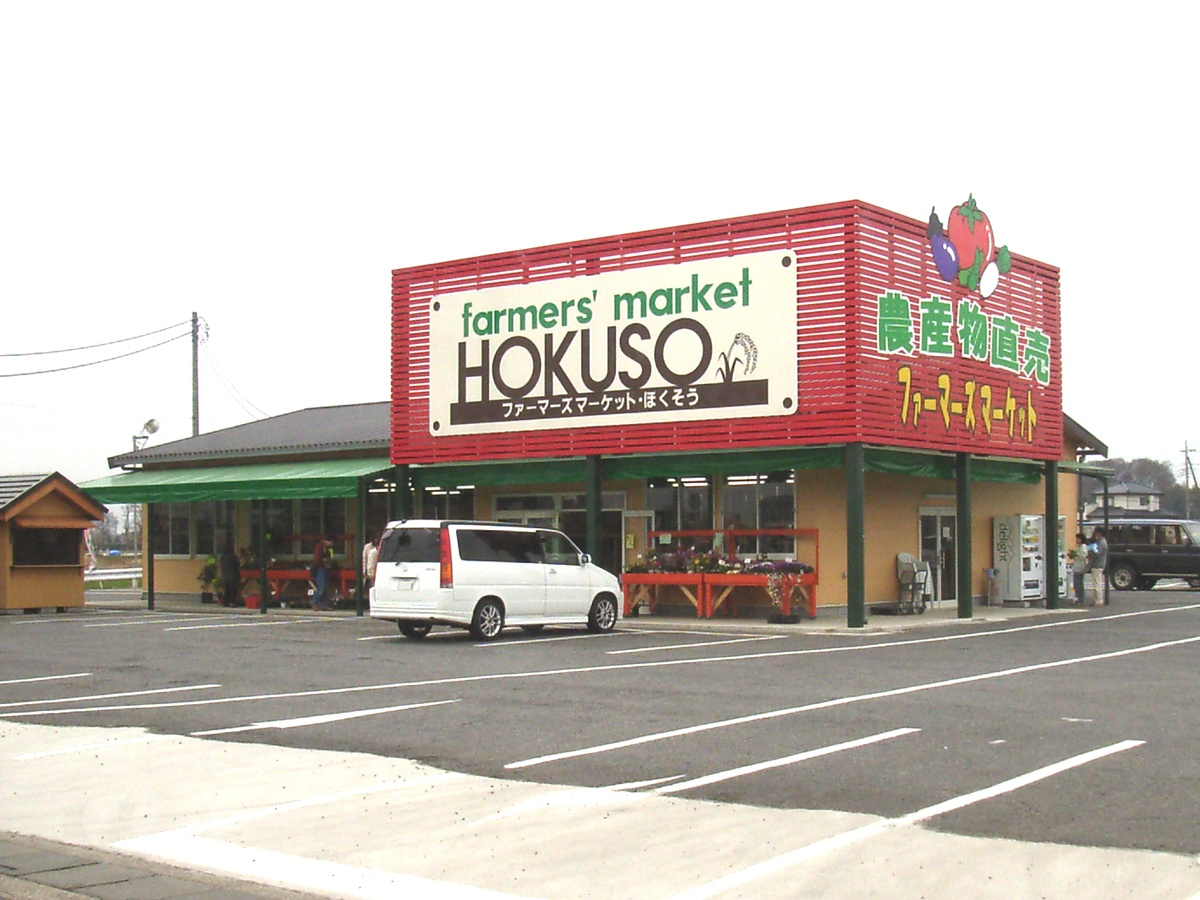
農産物直売所・ファーマーズマーケットほくそう（茨城県常総市）

農産物直売所（のうさんぶつちょくばいじょ）とは、農業経営体または農業協同組合などが、農産物を直接販売する場所または施設である。なお、農林水産省の定義では、施設を運営する組織（農協など）が、農業経営体（農家など）から委託されたものを販売する「委託販売」も「直売」に含まれることになっている。

## 概要

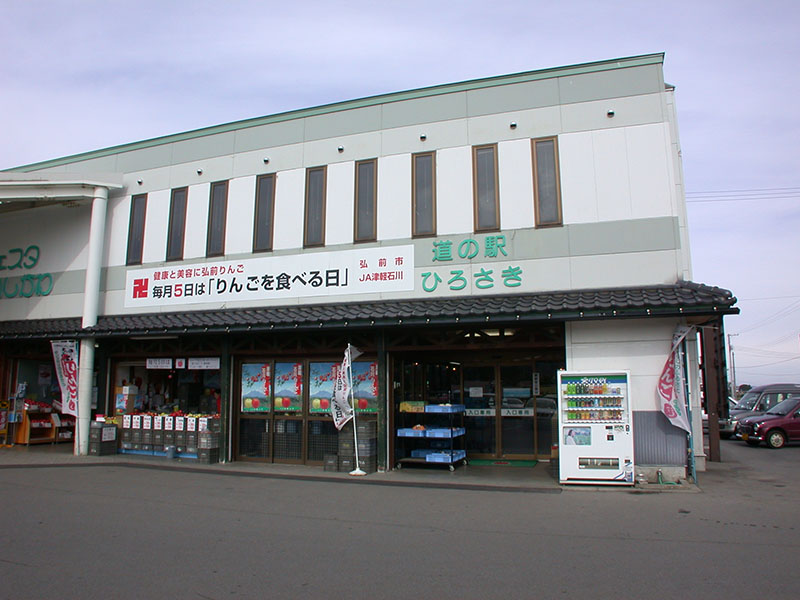
JA津軽石川（現・JA津軽みらい）が運営する道の駅ひろさき

農林水産省は、「地産地消の推進」の一環として農産物直売所を奨励していることから、基本的に、その直売所が立地する周辺の農家あるいは農業協同組合（農協、JA）などが設置した、地元の農産物を販売する施設となっている。
その形態はさまざまであり、単独の農家が自分の畑や自宅に隣接させて小規模に販売する例、自動販売機を利用して販売する例（卵、米など）、また農業協同組合や複数の農家などが出資して運営する比較的規模の大きい施設や道の駅の核施設または道の駅に併設する施設などがある。
その規模は、年間販売額が1000万円以下の小規模なものが半数以上だが、農林水産省は「農林漁業者等及び関連事業の総合化並びに地域の農林水産物の利用の促進に関する基本方針」（平成23年3月）において、「直売所の年間販売額が1億円以上のものの割合を、平成32年度までに50％以上」とすることを目指し、都道府県及び市町村に対して促進計画を策定するように通達していることから、農産物直売所について取り上げられる場合、農家単独の直売所よりも農協や複数農家などが設置した比較的規模の大きい施設を指す場合が多い。
以前から、ごく小規模に地元の農産物が直売されている例はあるが、マスメディアなどで取り上げられるようになったのは2000年あたりからである。このきっかけとしては、1993年から各地の主要道路沿いに休憩所兼地域産品即売所として「道の駅」が設置され、地域の農産物の直売コーナーが出店されるようになったことが挙げられる。直売所は道の駅施設内の目玉施設として扱われていることが多く、実際、売り上げを伸ばしているところも多い。そのため、直売所の新たな形式として注目を浴びており、これを受けて農家が多く存在する郊外都市に大規模な施設が設置されるケースが現れ、特に地場の新鮮な農産物（次項）が比較的安価に手に入ることから、地元や周辺住民の支持を得ている。
農林水産省の2011年発表の調査によれば、2009年度現在全国で直売所が16,816施設あり、コンビニエンスストアの最大手「セブン-イレブン」の2013年2月時点の国内店舗数15,072店を上回る。また、農産物の全流通量の5%が直売所ルートといわれている。

## 特性

### 流通
農協は、戦後に寄生地主に代わって地域の農家を束ねてきたが、都市化の進展に従って農村から都市部に人口が大量移動したため、都市部への農産物流通も担った。都市への流通には、「農家→農協→中央卸売市場または地方卸売市場→仲卸→小売（八百屋）」のように時間がかかるため、店頭に並ぶ時点で見栄えのよい状態になるよう、本来の最適収穫時よりも前に収穫したものを、流通している間に熟させる形で行われてきた。また、流通の途中では、コストダウンのため大規模流通が試みられ、ある一定の量の農産物が集まるまで倉庫に保管される場合もある。
対して、直売所の農産物は、農協が媒介する流通ルートとは異なり、その周辺の農家が流通に直接携わっている。直売所には倉庫がないため、農家は朝採れた農産物を農家自身のトラック（主に軽トラック）などで持ち込む小規模流通である。これは、農協に出荷する際と同じトラックを流用できるため、新たな支出はない。また、直売所店頭に並ぶ時点で見栄えのよい状態にするため、農協に出荷する際と異なり、最適収穫時にすることが出来る。そのため、消費者にとっては、新鮮な農産物として認識される。

### 小売
農協を媒介する流通では、農協がキロ単位や個数単位での全量取引を主としていたため、農産物の質に対する値付けがされず、労働意欲が湧かない状況があった。一方、直売所では、農家がバスケット単位で納入し、個包装ごとに農家が値付けを行う。消費者は、質・量と値段を吟味して購買するため、農家の収入は全量取引とは限らず、市場原理に依存する。
農家がこのようなリスクを伴う直売所取引を受け入れた理由は、農協経由のルートでは中間マージンがあるため単位数量当たりの農産物価格が低いのに対し、直売所の場合は中間マージンがないため価格が高い（農家の利幅が多い）からである。ただし、直売所取引では、周囲の農家と最適収穫時が重なり、直売所内で同じ商品で埋め尽くされることになり、価格競争が激化する例が往々にして見られる。それでも農協に納入するより価格が高ければいいが、農協買取価格よりも安くなってしまうと、一気に質までも下落し、直売所は、農協に出荷できずに処分するような農産物が集荷される処分場（一種のアウトレット的な販売所で、一例としては変形したトマトやキュウリなど）と化す。そのため、最も自由主義的な直売所では、価格は低いが質も低い例が見られる。他方、商品が多品種となるよう農家を指導したり、農産物加工品のコーナーを入れて全体として農家の収入増になるようにしている直売所では、質の担保がある程度なされている。いずれの場合も、農家から直接持ち込まれるため、農産物は新鮮ではある。
上記のように、直売所は地場産ならではの新鮮さが大きな売りであり、一例としては収穫すると急速に鮮度が落ちる性質を持つトウモロコシに人気が集まるところもある。また、中間マージンも大幅にカットされているため、消費者側から見ると地場の新鮮な農産物が安く手に入ることから、直売所の人気が高まっている。
大規模な施設では、ニンニクや果物などある程度保存の利くものを中心に、一部他地域の農産物を仕入れて販売するところもある。また、農産物以外にも納豆や豆腐、せんべい、アイスクリーム、牛乳などの加工食品、さらには切り花、植木、手芸品などを販売している施設もある。

### 安全性とトレーサビリティ
消費者にとって、多くの小売店の農産物は、生産地はあるものの生産者は記載されていないが、直売所では、生産地と生産者が、いわゆる「顔の見える」状態で販売していることによる安心感が得られる。大規模な直売所では、売上精算の都合もあって、個々の農産品に出荷農家の個人名ラベルが添付されていることが多い。昨今は牛海綿状脳症 (BSE) に代表されるような、食の安全性の不安が大きな社会問題となっており、生産者のモラルや、それを保障するトレーサビリティの確立が叫ばれているが、生産者自身の販売する直売所では自ずと生産者、消費者の間に人間的な交流やつながりが生じるため、相互の良心に基づく関係が構築されやすくなる。
ただし、中間業者による品質管理がなく、生産者のモラルが大きな比重を占めるため、農作物の安全性も生産者によって変わってくる。知識不足やその他の能力の問題で、残留農薬等のチェックがされていないことも多い。実際、生産者がわかっていても、消費者が作り方や畑の状況まで把握するのは難しい。

### 地域づくり
生産者と消費者の間の情報の流通も重要な特性といえる。例えば、生産者は地元ならではの伝統的な調理法や、旬の知識を豊富に持っているので、消費者はそれらの知識の伝達を生産者に期待することとなる。一方、消費者の中には、生産者も知らないような利用法についての知識を持つ者もいるので、そういった人々の知識が生産者に集積することで、それが新たに多くの消費者に還流するという情報の流れが作り出される。また、上記のような消費者の持ち込む外部情報や、消費者が生産者に望む農産物のあり方、あるいは地元産品の加工品に対する期待といった情報を集積することで、その地域ならではの商品開発、ひいては総合的な地域づくりのアンテナショップとしての機能をも持つことができる。
そのため、直売所の情報の集積による地域づくり活動は、新たな雇用の拡大の引き金にすることが可能である。一般に市場への出荷が肉体的、あるいは既存の市場とのパイプの欠如によって、困難である高齢農家や新規就農者の販売先としての地元の雇用確保が念頭に置かれることが多いが、上記のような情報集積をうまく機能させれば、商品開発や加工品生産の場を発展させることで、新たな地場産業の養育にもつながっていく可能性を持っている。